# Tiếng Rohingya
Tiếng Rohingya hay còn gọi là tiếng Ruáingga /rʊˈɜiɲɟə/), là ngôn ngữ được nói bởi người Rohingya ở bang Rakhine. Nó là một ngôn ngữ thuộc nhánh Bengal-Assam, ngữ chi Ấn-Arya và có liên quan đến tiếng Chittagon được nói ở nước Bangladesh láng giềng. Tiếng Rohingya và tiếng Chittagon dễ thông hiểu lẫn nhau.

## Chữ viết
```
Chữ Rohingya Hanifi là chữ viết thống nhất cho ngôn ngữ Rohingya. Tiếng Rohingya được viết lần đầu tiên vào thế kỷ 19 với một biến thể chữ Ba Tư-Ả Rập. Năm 1975, một chữ viết Ả Rập chính thống đã được phát triển, dựa trên bảng chữ cái Urdu.
```

Vào những năm 1980, (Maolana) Mohammad Hanif và các đồng nghiệp của ông đã tạo ra chữ phù hợp ngữ âm dựa trên các chữ cái Ả Rập; nó đã được so sánh với chữ N'ko. Chữ này cũng bao gồm một bộ chữ số thập phân.

## Unicode
Các đề xuất bao gồm Unicode chữ Rohingya Hanifi được viết bởi nhà ngôn ngữ học Anshuman Pandey.
Unicode tiêu chuẩn được thêm vào tháng 6 năm 2018 với việc phát hành phiên bản 11.0.
Khối Unicode cho Hanifi Rohingya là U + 10D00 từ U + 10D3F và chứa 50 ký tự:
Một bàn phím ảo được Google phát triển cho tiếng Rohingya vào năm 2019 và cho phép người dùng nhập trực tiếp chữ Rohingya. Bố cục bàn phím Unicode Rohingya có thể được xem ở đây.

### Chữ Ả Rập
Các văn bản tiếng Rohingya đầu tiên, được viết bằng chữ Ả Rập, được cho là đã hơn 200 năm tuổi, dù không có bằng chứng cụ thể nào về nó. Trong khi Arakan nằm dưới sự cai trị của Anh (1826-1948), người Rohingya chủ yếu sử dụng tiếng Anh và tiếng Urdu để giao tiếp bằng văn bản. Kể từ khi độc lập vào năm 1948, tiếng Miến đã được sử dụng trong tất cả các thông tin liên lạc chính thức. Từ đầu những năm 1960, các học giả Rohingya đã bắt đầu nhận ra sự cần thiết của một hệ thống chữ viết phù hợp với ngôn ngữ của họ.

Năm 1975, một hệ thống chữ viết đã được phát triển bằng các chữ cái Ả Rập; các học giả khác đã thông qua chữ Urdu để khắc phục một số thiếu sót của chữ Ả Rập. Tuy nhiên, cả hai chữ viết đều không đạt yêu cầu và hầu hết người Rohingya đều cảm thấy khó đọc trong cả hai phiên bản. 

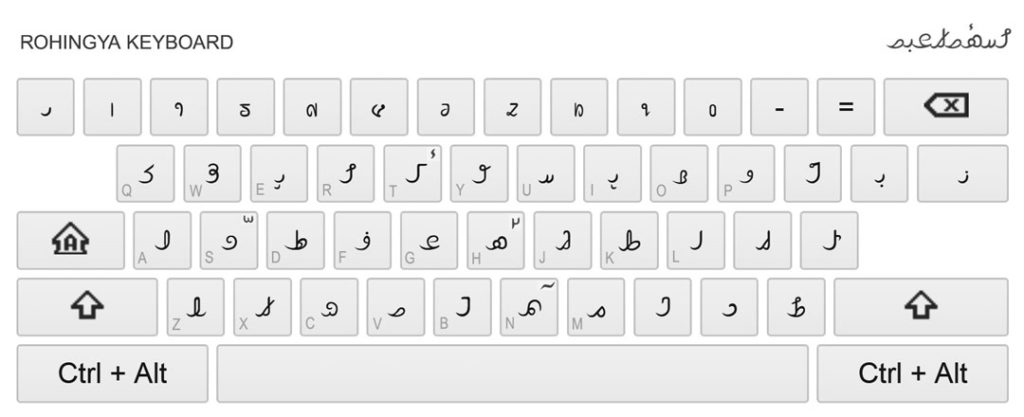
Giao diện của bàn phím ảo Rohingya.

Sau những nỗ lực này, Maulana Hanif đã hoàn thành một bảng chữ cái từ phải sang trái dành riêng cho tiếng Rohingya vào năm 1983. Được đặt theo tên tác giả của nó, bảng chữ cái Hanifi là một dạng sửa đổi của bảng chữ cái Ả Rập, với các bổ sung từ bảng chữ cái Latinh và bảng chữ cái Miến.
Hiện tại, một phông chữ Unicode Rohingya Lưu trữ ngày 17 tháng 6 năm 2019 tại Wayback Machine đã được tạo ra. Nó dựa trên các chữ cái Ả Rập (vì nó được người dân hiểu nhiều hơn) với các dấu thanh được bổ sung. Các thử nghiệm đã được thực hiện cho thấy chữ này có thể được học trong vài giờ nếu người đọc đã học tiếng Ả Rập trong một madrass.
Bố cục bàn phím Unicode Rohingya Fonna và phông chữ miễn phí có thể được tìm thấy ở đây Lưu trữ ngày 17 tháng 6 năm 2019 tại Wayback Machine.

### Chữ Latinh
Năm 1999, E.M. Siddique Basu đã đơn giản hóa cách viết tiếng Rohingya bằng các chữ cái Latinh. Đây là một hệ thống chữ viết trực quan có thể học dễ dàng và được gọi là Rohingyalish hoặc Rohingya Fonna, chỉ sử dụng 26 chữ cái La Mã, năm nguyên âm có dấu và hai ký tự Latinh bổ sung cho âm đầu lưỡi-vòm cứng và âm mũi. 
| A a | B b | C c | Ç ç | D d | E e | F f |
| G g | H h | I i | J j | K k | L l | M m |
| N n | Ñ ñ | O o | P p | Q q | R r | S s |
| T t | U u | V v | W   | X x | Y y | Z z |

Q, V và X chỉ được sử dụng cho các từ vay mượn.
Bộ ký tự của chữ Rohingyalish sử dụng các chữ cái Latinh được hiển thị ở trên (ç và ñ với nền màu xanh lá cây). Các nguyên âm được viết cả không dấu (aeiou) và có dấu (áéíóú). Việc sử dụng c, ç và ñ được điều chỉnh theo ngôn ngữ; c đại diện cho /ʃ/ (tiếng Anh sh), ç là âm đầu lưỡi-vòm cứng r ([ɽ]), và ñ là một nguyên âm mũi (ví dụ: fañs /fãs/ 'five'). Điều quan trọng, tất cả đều có thể được truy cập từ bàn phím tiếng Anh, ví dụ bằng cách sử dụng bàn phím quốc tế tiếng Anh (Hoa Kỳ).

#### Tên và cách phát âm của chữ cái
Tên của các chữ cái trong bảng chữ cái Rohingya Latinh tương tự như tên của các chữ cái trong bảng chữ cái tiếng Anh. 
| Hình ảnh | Phát âm       | Tên    |
| -------- | ------------- | ------ |
| a        | /a/           | ee     |
| b        | /b/           | bii    |
| c        | /ʃ/           | cii    |
| ç        | /ɽ/           | çii    |
| d        | /d̪/           | dii    |
| e        | /e/           | ii     |
| f        | /f/           | ef     |
| g        | /g/           | jii    |
| h        | /h, x/        | eech   |
| i        | /i/           | ai     |
| j        | /ɟ/           | jee    |
| k        | /k/           | kee    |
| l        | /l/           | el     |
| m        | /m/           | em     |
| n        | /n/           | en     |
| ñ        | /◌̃/ (mũi hoá) | añ     |
| o        | /ɔ/           | oou    |
| p        | /p/           | pii    |
| q        | /q/           | kyuu   |
| r        | /r/           | er     |
| s        | /s/           | es     |
| t        | /t̪/           | tii    |
| u        | /u/           | yuu    |
| v        | /v/           | vii    |
| w        | /w/           | dblyuu |
| x        | /ks/          | eks    |
| y        | /j/           | way    |
| z        | /z/           | zed    |

| Hình ảnh | Phát âm |
| -------- | ------- |
| ch       | /c/     |
| dh       | /ɖ/     |
| h'       | /h/     |
| kh       | /x/     |
| ng       | /ŋ/     |
| ny       | /ɲ/     |
| ou       | /o/     |
| th       | /t̪/     |
| ts       | /t̪/     |

Nguyên âm dài trong tiếng Rohingyalish được viết bằng nguyên âm đôi: ví dụ, âm dài /ɔ/ được viết là "oo", trong khi âm dài /o/ được viết là "oou".